# Fabienne Keller

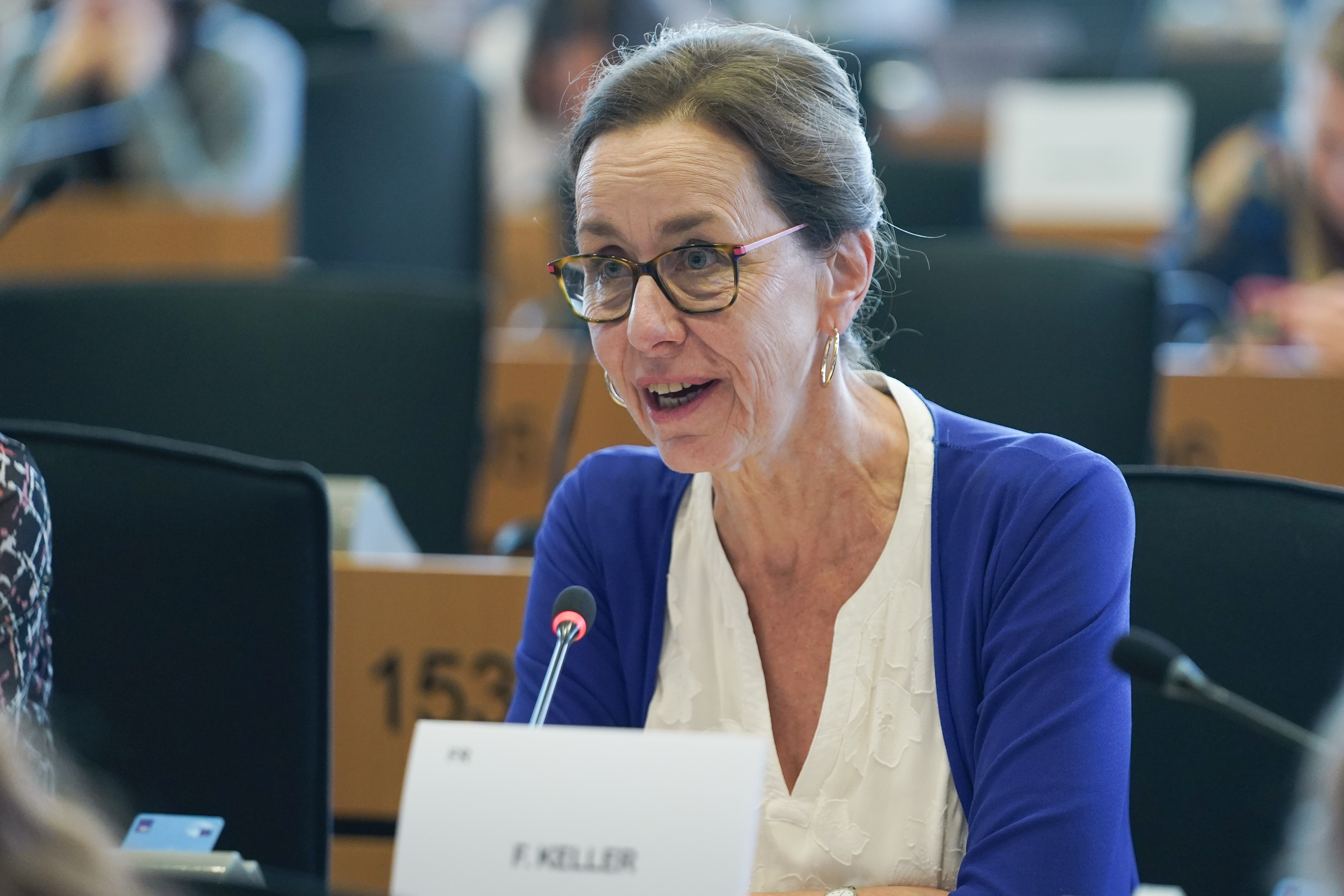
Fabienne Keller (2024)

Fabienne Keller  (* 20. Oktober 1959 in Sélestat, Elsass) ist eine französische Politikerin (UDF, UMP, Agir). Sie ist seit 2019 Mitglied des Europäischen Parlaments. Von 2001 bis 2008 war sie Bürgermeisterin von Straßburg, von 2005 bis 2019 Mitglied des französischen Senats.

## Leben
Keller studierte an der École polytechnique und der École nationale du génie rural, des eaux et des forêts und erwarb in Berkeley den Titel Master of Arts in Economics. Beruflich war sie in Ministerien und im Bankenwesen tätig.
1991 trat Keller der bürgerlichen Union pour la démocratie française (UDF) bei. Von 1992 bis 2001 war sie Mitglied des Generalrats des Départements Bas-Rhin, von 1998 bis 2004 Vize-Präsidentin des Regionalrats des Elsass. Bei der Europawahl 1999 kandidierte sie auf der UDF-Liste von François Bayrou, 2002 war sie für kurze Zeit Mitglied des Europäischen Parlaments.
2001 wurde Keller als Nachfolgerin von Catherine Trautmann Bürgermeisterin von Straßburg. 2002 trat sie der soeben gegründeten Mitte-rechts-Sammlungspartei Union pour un mouvement populaire (UMP) bei. 2004 wurde sie als Vertreterin von Bas-Rhin in den französischen Senat gewählt. Nachdem die Wahl vom Verfassungsrat für ungültig erklärt worden war, gelang ihr bei der notwendig gewordenen Neuwahl 2005 der erneute Einzug in den Senat. 2008 verlor sie bei der Straßburger Kommunalwahl gegen Roland Ries von der Parti socialiste. Seither ist sie Oppositionsführerin im Stadtrat. 
2014 wurde sie erneut in den Senat gewählt, wo sie die UMP vertrat, die sich 2015 in Les Républicains umbenannte. Bei der Vorwahl der Republikaner zur Präsidentschaftswahl 2017 unterstützte sie Alain Juppé, der allerdings gegen François Fillon unterlag. Anschließend stellte sich Keller öffentlich gegen Fillon, der in eine Affäre um die mutmaßlich fiktive Beschäftigung seiner Frau Penelope auf Staatskosten verwickelt war. Im November 2017 gründete Keller mit anderen gemäßigten Mitgliedern von Les Républicains, die eher die Politik des Präsidenten Emmanuel Macron unterstützten, die Gruppe Agir – la droite constructive („Handeln – die konstruktive Rechte“) unter Führung Franck Riesters. Seither ist sie eine stellvertretende Vorsitzende von Agir. Im Februar 2018 verließ sie endgültig Les Républicains. Um ein Doppelmandat zu vermeiden, verzichtete sie im Juni 2019 auf ihren Senatssitz.
Zur Europawahl 2019 trat sie als Kandidatin der Liste Renaissance an, die von Macrons Partei La République En Marche, Agir sowie weiteren kleineren Parteien der Mitte gebildet wurde. Sie gehört im Europäischen Parlament der liberalen Fraktion Renew Europe an, ist Mitglied im Ausschuss für bürgerliche Freiheiten, Justiz und Inneres, Delegierte für die Beziehungen zu den Maschrik-Ländern sowie in der Parlamentarischen Versammlung der Union für den Mittelmeerraum.